# Список лауреатов литературной премии «Северная Пальмира»

Статуэтка работы скульптора Ястребенецкого, вручавшаяся лауреатам.

Список лауреатов общегородской литературной премии Санкт-Петербурга «Северная Пальмира», учреждённой в 1994 году. Награждения производились ежегодно в Санкт-Петербурге в день рождения Пушкина по новому стилю, то есть 6 июня. Награждения производились по четырём номинациям:
1. Поэзия
2. Проза
3. Публицистика и критика
4. Книгоиздание

Первое награждение состоялось летом 1995 года, последнее летом 2002 года. Награждения производились по итогам предыдущего года, то есть, например, в 1995 году награждались авторы публикаций 1994 года. Список лауреатов по годам:
| Номинация              | Лауреат                                 | Произведение                            |
| ---------------------- | --------------------------------------- | --------------------------------------- |
| Поэзия                 | Александр Кушнер                        | «На сумрачной звезде» (сборник)         |
| Проза                  | Феликс Розинер                          | «Ахилл бегущий»                         |
| Публицистика и критика | Феликс Лурье                            | «Созидатель разрушения»                 |
| Книгоиздание           | издательство «Феникс» (Санкт-Петербург) | издательство «Феникс» (Санкт-Петербург) |

| Номинация              | Лауреат                        | Произведение                                  |
| ---------------------- | ------------------------------ | --------------------------------------------- |
| Поэзия                 | Владимир Дроздов               | сборник стихотворений разных лет              |
| Проза                  | Андрей Битов                   | «Оглашенные»                                  |
| Публицистика и критика | Борис Парамонов                | литературно-критическая эссеистика разных лет |
| Книгоиздание           | издательство «Пушкинский фонд» | издательство «Пушкинский фонд»                |

| Номинация              | Лауреат                             | Произведение                        |
| ---------------------- | ----------------------------------- | ----------------------------------- |
| Поэзия                 | Лев Лосев                           | «Новые сведения о Карле и Кларе»    |
| Проза                  | Михаил Панин                        | «Труп твоего врага»                 |
| Публицистика и критика | Алексей Пурин                       | «Воспоминания о Евтерпе»            |
| Книгоиздание           | издательство «Академический проект» | издательство «Академический проект» |

| Номинация              | Лауреат                        | Произведение                           |
| ---------------------- | ------------------------------ | -------------------------------------- |
| Поэзия                 | Тимур Кибиров                  | «Парафразис» (сборник)                 |
| Проза                  | Инга Петкевич                  | «Плач по красной суке»                 |
| Публицистика и критика | Ефим Эткинд                    | «Там внутри. О русской поэзии XX века» |
| Книгоиздание           | издательство «Дмитрий Буланин» | издательство «Дмитрий Буланин»         |

| Номинация              | Лауреат                 | Произведение            |
| ---------------------- | ----------------------- | ----------------------- |
| Поэзия                 | Елена Шварц             | ?                       |
| Проза                  | Валерий Попов           | ?                       |
| Публицистика и критика | Елена Невзглядова       | «Звук и смысл»          |
| Книгоиздание           | издательство «ИНАПРЕСС» | издательство «ИНАПРЕСС» |

| Номинация              | Лауреат             | Произведение           |
| ---------------------- | ------------------- | ---------------------- |
| Поэзия                 | Сергей Гандлевский  | «Конспект»             |
| Проза                  | Александр Володин   | «Попытка покаяния»     |
| Публицистика и критика | Яков Гордин         | «Мистики и охранители» |
| Книгоиздание           | премия не вручалась | премия не вручалась    |

| Номинация              | Лауреат                 | Произведение                                   |
| ---------------------- | ----------------------- | ---------------------------------------------- |
| Поэзия                 | Борис Рыжий (посмертно) | «И все такое»                                  |
| Проза                  | Елена Чижова            | «Крошка Цахес»                                 |
| Публицистика и критика | Арлен Блюм              | «Советская цензура в эпоху тотального террора» |
| Книгоиздание           | издательство «Азбука»   | издательство «Азбука»                          |

| Номинация              | Лауреат                     | Произведение                    |
| ---------------------- | --------------------------- | ------------------------------- |
| Поэзия                 | Алексей Пурин               | «Новые стихотворения» (сборник) |
| Проза                  | Виктор Соснора              | ?                               |
| Публицистика и критика | Виктор Конецкий (посмертно) | ?                               |
| Книгоиздание           | премия не вручалась         | премия не вручалась             |